# Popeye
Popeye el marino es un personaje de tiras cómicas y de cortometrajes de dibujos animados. Fue creado por Elzie Crisler Segar y apareció por primera vez en la tira cómica Timble Theatre de King Features Syndicate, en la edición del The New York Evening Journal del 17 de enero de 1929.
Su nombre proviene del inglés «Pop-eye» /pɒpaɪ/ que literalmente significa ‘Ojo saltón’, pero que se refiere a su ojo dormido, término común en los marineros.

## Biografía
En la mayoría de sus apariciones, Popeye es caracterizado como un marinero independiente con una peculiar forma de hablar y reír, músculos de los antebrazos muy desarrollados, con tatuajes de ancla en ambos, y una omnipresente pipa de caña de maíz en su boca. Tiene el cabello rojo y una prominente quijada. Varía observarlo vestido de marino con uniforme blanco o con pantalón de mezclilla azul, camisa azul marino o negra y su gorra de marino, ya sea como de capitán o pequeña. Generalmente es dibujado con su ojo izquierdo de color azul. Jamás se ha revelado cómo perdió el derecho.
Su extraño humor se reparte en una serie de aventuras a lo largo del mundo en las cuales se ha enfrentado a diversos enemigos, siendo el más conocido Bluto o Brutus. Una de las características más conocidas de este personaje es el consumo de espinacas, las cuales aumentan su fuerza a límites sobrehumanos.
No se sabe con exactitud a qué rama de las fuerzas armadas sirvió Popeye. Aunque nunca se le ha mostrado sirviendo a la marina en ninguna de sus tiras cómicas, las series animadas lo han relacionado con los Guardacostas de los Estados Unidos (Popeye the Sailor Meets Ali Baba's Forty Thieves de Fleischer Studios), la Armada de los Estados Unidos (cortometrajes producidos por Fleischer/Famous Studios durante la Segunda Guerra Mundial) o la United States Merchant Marine.

## Personajes de inspiración

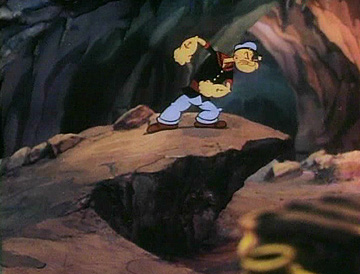
Fotograma del cortometraje Popeye the Sailor Meets Ali Baba's Forty Thieves (1937).

E. C. Segar era vecino de un marinero polaco llamado Frank Fiegel (1868-1947)  al cual apodaban «Rocky» quien inspiró a Segar a crear al personaje de Popeye. 
Fiegel era un marinero polaco que residió en el mismo barrio de Illinois donde vivía Segar.  Se solía caracterizar por tener un temperamento explosivo y temerario que lo llevaba a enfrentar en peleas con todo tipo de bravucones sin medir diferencias físicas. Si bien se trataba de un marino cuya estatura era algo más baja en relación con sus oponentes tenía un cuerpo muy desarrollado, se destacaba por su fuerza y generalmente salía victorioso en la mayoría de las confrontaciones físicas en las que se veía implicado.
Su rostro guardaba una estrecha similitud de rasgos con la figura clásica de Popeye, ya que Fiegel tenía una prominente quijada, la cual resaltaba aún más debido a que había perdido muchos de sus dientes, posiblemente debido a sus peleas, era muy fornido e incluso también solía fumar con pipa. Además se comenta que lo llamaban por el mote de «ojo saltón» por el motivo de que solía cerrar su ojo derecho en expresión normal.
Pese a su tendencia hacia las grescas, Fiegel era como contraparte también famoso por su amabilidad y buen corazón especialmente para con los niños.
Otra vecina de Segar serviría de inspiración para el personaje de Olivia, en este caso se trataba de la dueña de una tienda de ramos generales que respondía al nombre de Dora Paskel, una muchacha alta y delgada que solía vestirse de manera similar a como se dio a conocer el personaje.
Bluto fue originalmente un fornido marinero macizo que solía trabajar en los muelles y que en cierta ocasión peleó contra Frank Fiegel. Por otra parte, el personaje de Pilón o Wimpy se basó en un jefe de Segar cuando siendo joven trabajaba en un teatro local. Su nombre era  J. William Schuchert. A diferencia del mezquino personaje de Wimpy, Schuchert solía ser un hombre generoso y más allá de su similitud estética, también se asemejaba a Wimpy en su voraz apetito por las hamburguesas.
La imagen que se ha hecho viral en las páginas web junto con los artículos sobre la vida de Frank Siegel no correspondería precisamente a él sino a un marino británico, el cual para 1940 tenía 21 años y disponía de los mismos atributos estéticos faciales que el personaje del cómic. La imagen de este marinero anónimo a bordo del buque acorazado HMS Rodney forma parte del Museo Imperial de Guerra  y en la época en la que se tomó esa foto, el personaje de Popeye ya era bien conocido. 

## Thimble TheateryPopeye
La primera aparición de Popeye fue el 17 de enero de 1929 como un personaje secundario de la tira cómica de Segar Thimble Theater, la cual era publicada desde 1919 en el periódico The New York Evening Journal. La tira era protagonizada por Oliva Olivo, su hermano Castor Olivo y el novio de ella, Ham Gravy. Popeye fue contratado originalmente por Castor y Ham para pilotar el barco que los ayudaría a cazar una gallina mágica. Semanas después, mientras viajaban de vuelta, Popeye recibe un disparo, pero la gallina le otorga fuerza sobrehumana como respuesta a sus cuidados. Aunque el personaje iba a tener un carácter temporal en la historia, su popularidad fue aumentando con el paso del tiempo y se transformó en el protagonista de la tira cómica. Además, Olivia dejó a Ham para convertirse en la nueva novia de Popeye.
En 1933, Popeye recibió un bebé por correspondencia, al cual adoptó y bautizó Cocoliso (por la ausencia de cabello). Otros personajes regulares dentro de la tira cómica fueron Pilón, un vividor glotón y amante de las hamburguesas; George W. Geezil, un zapatero barbudo que no se llevaba bien con Pilón, y Eugene the Jeep, un animal amarillo traído de África. Además estaba la Bruja del mar (última bruja sobre la tierra) y Alice the Goon, su secuaz.
La tira cómica presentaba ciertas diferencias con las series animadas. Las historias eran más complejas, con varios personajes que no aparecieron en los dibujos animados (el rey Blozo, por ejemplo). El uso de la espinaca no era muy habitual y Bluto solo tuvo una aparición. Segar firmaba las primeras tiras cómicas con un cigarrillo, debido a que su apellido era un homófono de «cigar» (cigarrillo en inglés).
Thimble Theater se convirtió en una de las tiras cómicas más populares de King Features durante los años 30 y continuó siendo publicada durante décadas. Tras la muerte de Segar en 1938, la tira cómica pasó a estar a cargo de varios artistas. En los años 50 fue creado un derivado titulado Popeye el marino. Debido a la popularidad creciente del personaje, Thimble Theater cambió su nombre a Thimble Theater Starring Popeye en los años 1960, y finalmente a Popeye en los años 70.

### Después de Segar
Tras la muerte de Segar en 1938, varios artistas fueron contratados para dibujar la tira cómica. Tom Sims, hijo de un capitán de barco, continuó escribiendo Thimble Theater y creó como obra derivada Popeye el marino. Doc Winner y Bela Zaboly, sucesivamente, se encargaron de los dibujos durante el período de Sims. En España, estas historietas fueron difundidas en la posguerra por la Editorial Valenciana a través de la revista Jaimito y a partir de 1948 en tebeos propios.
Posteriormente, Ralph Stein se encargó de escribir las tiras cómicas, labor que duró hasta que Bud Sagendorf se hizo cargo en 1958.
Sagendorf escribió y dibujó la tira cómica diaria hasta 1986, y continuó haciendo una semanal hasta su muerte en 1994. Sagendorf, quien había sido asistente de Segar, hizo un esfuerzo por mantener el estilo clásico del creador. Sagendorf continuó utilizando varios personajes creados durante los años de Segar, especialmente O.G. Wotasnozzle y el rey Blozo. Los personajes creados por él también presentaban algunas características similares. Lo que diferenció a ambos artistas era el ritmo de narración que tenían sus tiras cómicas, mucho más rápido en las de Segar.
Entre 1986 y 1992, las tiras cómicas diarias fueron escritas y dibujadas por Bobby London, quien tras un periodo de controversia dejó el cargo. El trabajo de London mostraba a Popeye en situaciones más contemporáneas, sin dejar de lado el antiguo espíritu de Segar. La edición semanal es dibujada por Hy Eisman, quien se hizo cargo en 1994.

## Cortometrajes
En 1933, el estudio de Max y Dave Fleischer creó unos cortometrajes basados en los personajes de Thimble Theater para Paramount Pictures, la serie se llamó Popeye el marino. Estos dibujos animados fueron unos de los más populares durante los años 30.
Después de que Paramount asumiera el control de los estudios Fleischer en 1942, continuaron produciendo los cortometrajes de Popeye hasta 1957. Posteriormente se crearon dibujos animados de Popeye para televisión entre 1960 y 1962 por King Features Syndicate, y entre 1978 y 1988 por Hanna-Barbera Productions.
La trama de los cortometrajes era más simple que la de las tiras cómicas, y los personajes presentaban algunas diferencias. La historia se repetía a lo largo de cada cortometraje: un villano, generalmente Bluto, secuestraba a la novia de Popeye. El marino intentaría rescatarla pero sería golpeado. Tras esto, Popeye come espinacas que le dan fuerza sobrehumana y vence al villano.
Los dibujos animados de Popeye fueron los primeros en sugerir que la fuerza del marino era debida al consumo de espinacas −en las tiras cómicas a Popeye no le gustaban las verduras (un tema que abordaría nuevamente Robert Altman en la película Popeye). El cortometraje de 1954 Greek Mirthology muestra el origen del consumo de estos vegetales en la familia de Popeye. El ancestro griego del personaje, Hércules, olía ajo para adquirir sus poderes. Cuando, tras contrarrestar el efecto del ajo utilizando clorofila, el ancestro de Bluto lanza a Hércules a un campo de espinacas, este, tras comerlas, descubre que le dan mayor fuerza que el ajo.
Muchos personajes de Thimble Theater, incluyendo a Pilón, Poopdeck Pappy y la Bruja del Mar, aparecieron en los cortometrajes, caso contrario al de los familiares de Olivia. Además, Popeye tuvo una mayor familia en los dibujos animados con la inclusión de sus sobrinos Papeye, Pepeye, Pipeye y Pupeye, los cuales eran una versión infantil del marino.
Estos cortometrajes fueron el origen de la conocida canción «Popeye el marino», cantada por el personaje al final de cada corto.

### Fleischer Studios
Thimble Theater fue originalmente adaptado en una serie de cortometrajes animados producidos para Paramount Pictures y creados por Fleischer Studios, cuyos dueños eran Max Fleischer (productor) y Dave Fleischer (director) en 1933. Popeye hizo su debut en la pantalla grande con Popeye the Sailor (1933), un cortometraje de la serie de Betty Boop (donde Betty tiene una pequeña aparición haciendo el mismo baile de Betty Boop's Bamboo Isle). Fue debido a este cortometraje que Sammy Lerner escribió la famosa canción «Popeye el marino soy». I Yam What I Yam fue el primer dibujo animado de la serie Popeye el marino.
La voz del personaje fue creada por William «Billy» Costello, también conocido como «Red Pepper Sam». Cuando el comportamiento de Costello se volvió un problema, fue reemplazado por el animador Jack Mercer, quien comenzó a trabajar en el cortometraje King of the Mardi Gras de 1935. A Olivia Olivo le pusieron voz varias actrices. La más importante fue Mae Questel, quien también hizo la voz de Betty Boop. Questel continuó interpretando al personaje hasta 1938. William Pennell hizo la voz de Bluto durante los dos primeros años de producción, luego fue reemplazado por Gus Wickie en 1935.
Gracias a los cortometrajes, Popeye adquirió mayor popularidad de la que ya tenía con su tira cómica. En 1935, Paramount aprovechó esta popularidad para crear el «Club de Popeye», el cual era emitido en la matiné de los sábados. Los dibujos animados de Popeye, incluyendo un especial musical titulado Let's Sing With Popeye, formaban parte de las proyecciones de fin de semana.
La serie de Popeye, al igual que otros dibujos animados producidos por los hermanos Fleischer, presentaba un ambiente urbano (el estudio estaba ubicado en Nueva York) y su trama no tenía muchas variaciones entre capítulo y capítulo. Durante los años 30, las voces de los dibujos animados del estudio Fleischer eran grabadas luego que la animación estaba finalizada. Los actores, Mercer en particular, improvisaban líneas que no estaban presentes en los guion gráfico o el movimiento de labios de los personajes. Aún después de que los hermanos Fleischer comenzaran a grabar las voces antes de la producción, los actores seguían agregando algunas líneas tras ver el producto final.
El estudio produjo 108 cortometrajes de Popeye, de los cuales 105 eran en blanco y negro. Los tres restantes fueron adaptaciones de Las mil y una noches producidas en Technicolor: Popeye the Sailor Meets Sindbad the Sailor (1936), Popeye the Sailor Meets Ali Baba's Forty Thieves (1937) y Aladdin and His Wonderful Lamp (1939).
Los Fleischer se trasladaron a Miami, Florida en septiembre de 1938 como una manera de evitar algunos impuestos. La serie de Popeye continuó siendo producida, aunque presentaba algunas diferencias con los cortos producidos anteriormente: eran más luminosos y los dibujos menos detallados, con una animación similar a la de Disney. Mae Questel no se mudó a Florida, y Margie Hines, esposa de Jack Mercer, se encargó de interpretar a Olivia hasta 1943. Gus Wickie murió en 1938, y varios actores, entre ellos Pinto Colvig (conocido por hacer la voz de Goofy), reemplazaron a Wickie interpretando a Bluto entre 1938 y 1943.
En 1941, con la Segunda Guerra Mundial como centro de interés, Popeye se enlistó en la Armada de los Estados Unidos, como se muestra en el cortometraje de 1941 The Mighty Navy. Su vestimenta fue reemplazada por el uniforme de la armada, el cual utilizó hasta los años 1960. Algunas veces era visto con su antigua ropa, como en el cortometraje de 1942 Pip-Eye, Pup-Eye, Poop-Eye, An' Peep-Eye, primera aparición de sus sobrinos.

### Famous Studios
Fleischer Studios fue cerrado en abril de 1942 cuando Max y Dave fueron obligados a dejar la compañía. Paramount compró el estudio y lo bautizó como Famous Studios. Con Seymour Kneitel y Isadore Sparber a cargo, la producción de cortometrajes continuó. Los primeros dibujos animados estaban ambientados en la Segunda Guerra Mundial, y mostraban a Popeye peleando contra soldados nazis y japoneses.
A fines de 1943, la serie comenzó a ser producida completamente en Technicolor, siendo el primer cortometraje Her Honor the Mare. Paramount trasladó el estudio de vuelta a Nueva York, y Mae Questel volvió a interpretar a Olivia Olivo en 1944. Jack Mercer fue llamado a participar en la Armada durante la Segunda Guerra Mundial. Cuando no podía grabar la voz de Popeye, Mae Questel se encargaba de hacerla, además de su trabajo con Olivia. Jackson Beck comenzó a interpretar a Bluto cuando la serie fue producida en color: junto a Mercer y Questel se encargó de las voces durante los años 1960.
A partir de 1948 Olivia Olivo tuvo una diferente vestimenta, del peinado y del calzado que a ella se le agregó lazo en el pelo, en el calzado las típicas botas cafés fueron reemplazadas por unos tacones altos, la blusa permaneció igual aunque a veces era de color amarillo y la falda también continuó igual aunque a veces era de color rojo. En el caso de Popeye, en algunos cortos se le puede ver con su traje original, como el que usaba en los 30, y en general con varias vestimentas adicionales y en el caso de Bluto se le veía muy poco con su traje de la marina en los 50.

### Cortometrajes en televisión
Famous Studios continuó produciendo la serie hasta 1957, con un total de 122 cortometrajes, siendo el último Spooky Swabs. Paramount vendió los dibujos animados de Popeye a Associated Artists Productions (AAP). AAP fue posteriormente comprado por United Artists y se unió a Metro-Goldwyn-Mayer, que había sido adquirido por Turner Entertainment en 1986. Turner vendió la producción de MGM/UA en 1988, pero conservó el material audiovisual, incluyendo los derechos de Popeye.
Los cortometrajes en blanco y negro fueron mandados a Corea del Sur en 1985, donde algunos artistas les agregaron color. El proceso permitió que los cortometrajes fueran más atractivos para su emisión por televisión, pero algunos aspectos presentes en los originales se perdieron, como el efecto tridimensional de los fondos. Estos cortometrajes fueron emitidos por WTBS Canal 17 Atlanta en 1986 durante el programa Tom & Jerry and Friends. Turner se alió con Time Warner en 1996, y Warner Bros., a través de Turner se encargó de los derechos de Popeye.
Durante varias décadas, los cortometrajes clásicos de Popeye presentaron créditos diferentes cuando eran emitidos por televisión. AAP había reemplazado lo logotipos de Paramount con los propios, alterando el impacto de su presentación original. En 2001, Cartoon Network, bajo la supervisión del historiador Jerry Beck, creó una nueva versión de El show de Popeye. El show mostraba cortometrajes creados por los estudios Fleischer y Famous en una versión similar a la original, lo cual se logró con la edición de los créditos, que fueron cambiados.
La serie, que contó con 135 cortometrajes y cerca de 45 episodios, incluía preguntas sobre los personajes, actores y animadores. El programa fue emitido sin interrupción hasta marzo de 2004. El show de Popeye siguió siendo emitido por un tiempo por el canal Boomerang y posteriormente por Tooncast.

### Video
United Artists (parte de MGM/UA) había planeado un estreno en VHS y Betamax de los cortometrajes de Fleischer y Famous Studios en 1983. Sin embargo, UA descubrió que solamente King Features tenía los derechos para poder publicar estos cortos en video. Debido a esto, United Artists canceló el proyecto. Aunque King Features tenía los derechos de los personajes, los cortometrajes en sí no eran de su propiedad.
Una cláusula en el contrato original entre Paramount Pictures y King Features decía que tras diez años, los negativos de los cortometrajes debían ser destruidos, cláusula que incluía a todos sus trabajos. Sin embargo, la cláusula jamás se cumplió en los cortometrajes de Popeye.
Mientras algunos cortometrajes no estuvieron disponibles en video, otros producidos entre los 30 y 50 habían caído en dominio público por lo que fueron incluidos en varios VHS y DVD de bajo presupuesto. Entre estos dibujos animados se encuentra gran parte de los producidos en blanco y negro por los hermanos Fleischer, otros producidos por Famous Studios en los años 50, y los tres especiales creados en color. Cuando Turner Entertainment obtuvo los dibujos animados en 1986, inició un proceso legal con King Features que dejó a la mayoría de los cortometrajes originales fuera de la publicación en video por más de veinte años. King Features optó por lanzar una compilación en DVD de los cortometrajes producidos en los años 1960 para televisión en 2004.
En 2006, Warner Bros., que adquirió los derechos de Popeye tras la unión entre Time Warner y Turner en 1997, llegó a un acuerdo con King Features Syndicate y Hearst Entertainment. Warner Home Video anunció una compilación en DVD de los cortometrajes producidos entre 1933 y 1957, restaurados y sin cortes. El estudio además planea hacer lo mismo con los producidos para televisión en los años 1960, 70 y 80, los cuales son propiedad de Hearst Entertainment. Similar a lo realizado por Warner con la colección Looney Tunes Golden Collection, con la excepción de que los de Popeye serán estrenados en orden cronológico.
La primera compilación de Warner, que incluye los cortometrajes de Popeye hechos entre 1933 y 1938, fue lanzada el 31 de julio de 2007. Popeye the Sailor: 1933-1938, Vol. 1, contiene cuatro discos de colección, 60 cortometrajes, incluyendo los especiales en color Popeye the Sailor Meets Sinbad the Sailor y Popeye the Sailor Meets Ali Baba’s Forty Thieves. El segundo volumen está planeado para noviembre de 2007.

## Dibujos animados para televisión

### Classic Popeye
En 1960, King Features Syndicate planeó la creación de nuevos dibujos animados de Popeye, el marino, también conocido como Classic Popeye, pero esta vez solamente para televisión. Mercer, Questel y Beck regresaron a sus roles, la serie fue producida por un gran número de compañías, incluyendo Jack Kinney Studios, Rembrandt Studios y Paramount Cartoon Studios (antiguamente Famous Studios). Los dibujos eran simples y poco detallados, para ajustarse al presupuesto de televisión, y fueron creados 220 episodios en solo dos años, los cuales comenzaron su transmisión en otoño de 1960; la temporada finalizó en 1962 con 220 episodios. Debido a que King Features tenía los derechos de Popeye, cerca de la mitad fueron parte de un DVD que conmemoraba el 75.º cumpleaños de Popeye y fue puesto en venta en 2004.
Muchos de estos episodios estaban basados en las historias de las tiras cómicas, incorporándose además personajes como el rey Blozo y la Bruja del Mar.

### El nuevo show de Popeye
El 9 de septiembre de 1978, The All-New Popeye Hour debutó en la programación matutina del sábado en CBS. La serie tenía una hora de duración, fue producida por Hanna-Barbera Productions y estaba basada en la tira cómica principalmente, viéndose limitada por la reglamentación sobre violencia en dibujos animados. The All-New Popeye Hour fue emitida por CBS hasta septiembre de 1981, cuando su duración fue disminuida a media hora y el nombre cambiado a The Popeye and Olive Comedy Show. Fue finalmente retirada de CBS en septiembre de 1983, un año después de la muerte de Jack Mercer, con un total de 64 episodios. Esta serie también fue incluida en VHS y DVD. Mientras estos dibujos animados estaban en producción, CBS emitió The Popeye Valentine's Day Special - Sweethearts at Sea el 14 de febrero de 1979.

### Popeye e hijo
Popeye regresó a CBS en 1987 con Popeye and Son, otra serie producida por Hanna-Barbera y protagonizada por Popeye, Olivia y su hijo llamado Popeye Jr., quien odiaba pero respetaba las espinacas. Debido a la ausencia de Mercer, Popeye fue interpretado por Maurice LaMarche. La serie tuvo solo una temporada de 13 episodios.

### Popeye: Al rescate de Pappy
En 2004, LionsGate Entertainment produjo un especial de televisión animado por computadora, Popeye's Voyage: The Quest for Pappy, en conmemoración del cumpleaños número 75 de Popeye. Billy West interpretó a Popeye; tras el primer día de grabación, su garganta estaba tan dañada que tuvo que volver al hotel para beber miel. La versión sin cortes fue incluida en un DVD el 9 de noviembre de 2004; y fue emitida por FOX el 17 de diciembre de 2004 y por segunda vez el 30 de diciembre de 2005. Su estilo estaba basado en los cortometrajes de los hermanos Fleischer, y tenía como personajes a Cocoliso, Pilón, Bluto (quien es amigo de Popeye en esta versión), Olivia Olivo, Poopdeck Pappy y la Bruja del Mar. El 6 de noviembre de 2007, Lionsgate Entertainment lanzará una nueva versión de la serie en DVD.
Popeye ha sido parodiado en algunas películas animadas como Bob Esponja (2004), y series de televisión como Drawn Together, Pollo Robot, Los Simpson (en el episodio Jaws Wired Shut) y Padre de Familia.

## ¿Bluto o Brutus?
El enemigo de Popeye se ha llamado de ambas maneras, aunque el nombre correcto es Bluto, ya que así es como apareció en la tira cómica Timble Theatre. Cuando King Features comenzó a producir cortos para televisión supusieron erróneamente que Bluto había sido creado por los estudios Fleischer y, por lo tanto, el copyright del nombre lo tenía Paramount, por lo que idearon la estratagema legal de cambiar ligeramente al personaje y rebautizarlo «Brutus» (incluso afirmaron que este era el nombre original del personaje en la tira). Con este nombre el personaje operó durante dos años y a partir de la serie animada The All-New Popeye Hour volvió a llamarse Bluto.

## Popeye en otros medios
El éxito logrado por las tiras cómicas y cortometrajes del personaje permitieron la creación de productos basados en él.

### Comic-books
Se han creado varios comic-books basados en Popeye, los cuales fueron publicados por Dell Publishing, King Comics, Gold Key Comics y Charlton Comics entre otros. En los comic-books creados por Dell, Popeye es mostrado como un asistente de policía, enfrentándose a la mafia y a Bluto. En la historia «The Previous Adventures of Popeye the Sailor», el escritor Jim Ruland imagina la vida de Popeye antes de conocer a Oliva. Desde entonces, varios artistas han dibujado comic-books de Popeye. Por ejemplo, George Wildman dibujó para Charlton Comics entre 1969 y fines de los años 70.
En 1999, como manera de celebrar el 70.º cumpleaños de Popeye, fue publicada una historieta escrita por Peter David y distribuida por Ocean Comics. Su título era The Wedding of Popeye and Olive Oyl, y mostraba a varios personajes de las tiras cómicas y cortometrajes. El tema central es la boda de Popeye y Olivia, tras décadas de romance entre ambos. Sin embargo, este matrimonio no ha sido reflejado en otros medios desde que se publicó el cómic.
En México eran editados por Editorial Novaro en formato pequeño, generalmente con dos historias nada más por número.

### Radio
Popeye y la mayoría de los personajes de la tira cómica protagonizaron un programa de radio de 15 minutos de duración titulado Popeye el marino. El programa fue emitido por tres emisoras diferentes entre 1935 y 1938. Era emitido los días martes, jueves y sábados a las 7:15 p. m. desde el 10 de septiembre de 1935 hasta el 28 de marzo de 1936 por Red Network de NBC (87 episodios); fue inicialmente auspiciado por Wheatena, un cereal que reemplazaba las espinacas. El anunciador Kelvin Beech cantaba la canción del programa, «Wheatena is his diet / He asks you to try it / With Popeye the sailor man» («Wheatena es su dieta / Te recomienda probarla / Con Popeye el marino»). Wheatena debía pagar 1200 dólares por semana a King Features Syndicate.
El programa fue luego emitido los lunes, miércoles y viernes entre las 7:15 y 7:30 p. m. por WABC, entre el 31 de agosto de 1936 y el 26 de febrero de 1937 (78 episodios). Una vez más, las espinacas estuvieron ausentes. Ahora Popeye cantaba otra canción, "Wheatena's my diet / I ax ya to try it / I'm Popeye the Sailor Man" ("Wheatena es mi dieta / Y te recomiendo probarla / Soy Popeye el marino").
La tercera serie fue auspiciada por el fabricante de "Popsicle" tres noches a la semana desde las 6:15 p. m. por CBS entre el 2 de mayo de 1938 y el 29 de julio de 1938. Solo han sido conservados 20 de los 204 episodios producidos por las tres series.

### Película
El director Robert Altman utilizó el personaje en Popeye, una película musical de 1980 protagonizada por Robin Williams como Popeye, Paul Smith como Bluto y Shelley Duvall como Olivia Olivo, con canciones escritas por Harry Nilsson. El guion fue escrito por Jules Feiffer, un fanático de las tiras cómicas originales. La mayoría de los personajes creados por Segar aparecieron en la película, que fue una producción de Paramount Pictures y Walt Disney Productions. Fue la primera película protagonizada por Williams.
En 2010 se había anunciado que Sony haría una nueva película de Popeye, la cual será realizada a través de CGI e implementará tecnología 3D. La producción iba a cargo de Avi Arad; después de problemas de preproducción y estreno, el director de animación ruso Genndy Tartakovsky se convirtió en el director de la película, que planeaba estrenarse en 2016. Sin embargo, en marzo de 2015, se anunció oficialmente que Sony decidió cancelar el proyecto.

### Videojuegos
En 1982, Nintendo creó un videojuego de plataformas titulado Popeye, el cual estaba basado en los personajes de la serie. El producto fue lanzado como un juego de arcade y tuvo una discreta popularidad. Fue posteriormente trasladado a la computadora personal Commodore 64 y a varias consolas de juego (Intellivision, Atari 2600, ColecoVision, NES y Odyssey2). El objetivo del juego era evitar a Bluto y la Bruja del Mar mientras Popeye recogía corazones, notas musicales, o letras con la inscripción «help» («ayuda» en inglés), lanzados por Olivia. Al golpear una lata de espinacas, Popeye tenía la oportunidad de vencer a Bluto durante un periodo de tiempo. En el videojuego aparecieron otros personajes como Pilón y Cocoliso, los cuales no participaban directamente en él. Parker Brothers creó un juego de mesa basado en el videojuego.
En 1994, Technos Japan creó Popeye: Ijiwaru Majo Seahag no Maki para el Super Famicom japonés. Consistía en un videojuego de aventuras con algunas características de juego de mesa. El juego no fue comercializado en Estados Unidos, pero es posible jugarlo mediante un emulador. Presentaba varios personajes de Thimble Theater. El objetivo del juego era recoger corazones que descongelarían a los amigos de Popeye, los cuales habían sido atrapados por la Bruja del Mar mediante un hechizo. Ese mismo año, Midway (mediante la marca Bally) creó Popeye Saves the Earth, un pinball basado en el personaje. Otro de los juegos creados en 1994 fue Popeye no Beach Volleyball por Technos Japan, el cual incluía a los personajes de Popeye jugando voleibol de playa.  Fue exclusivo para el dispositivo Sega Game Gear, y debido a un tema de licencias solo se publicó en Japón.
En 2005 fue creado por Namco un videojuego para Game Boy Advance titulado Popeye: Rush for Spinach.

## Impacto cultural

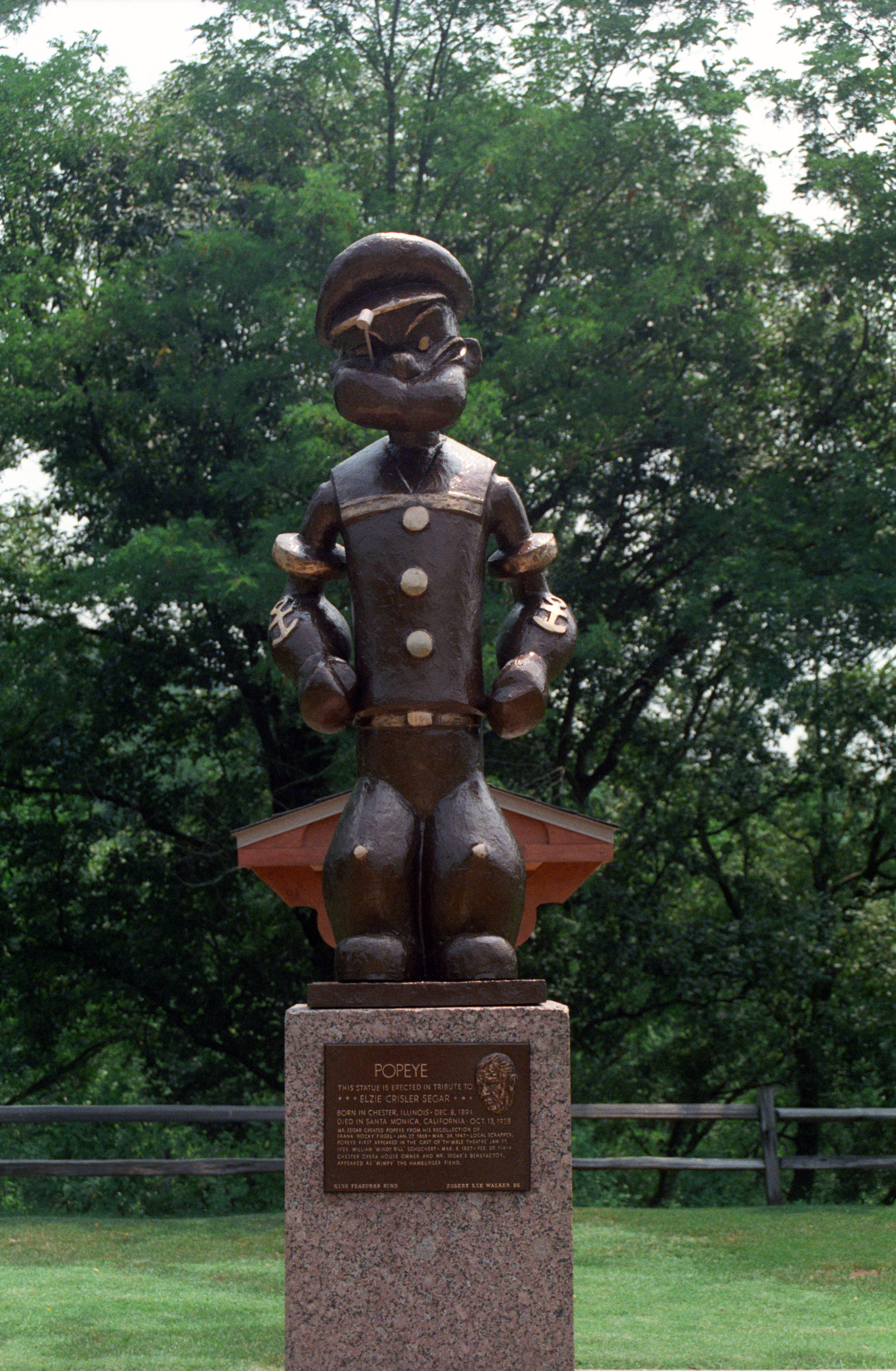
Estatua de Popeye en Chester.

Culturalmente, muchos consideran a Popeye como un precursor de los superhéroes que posteriormente dominarían los cómics. Algunos historiadores creen que Popeye, al igual que otros íconos ficticios de la época, es una representación de la imagen que los estadounidenses tienen de ellos mismos: presentan valores y recurren a la violencia cuando es necesario.[cita requerida] Esta teoría es, en cierta manera, respaldada en algunos cortometrajes donde Popeye vence a un enemigo, mientras de fondo hay alguna canción patriótica como «Stars and Stripes Forever» o «Columbia, Gem of the Ocean».

### Espinacas

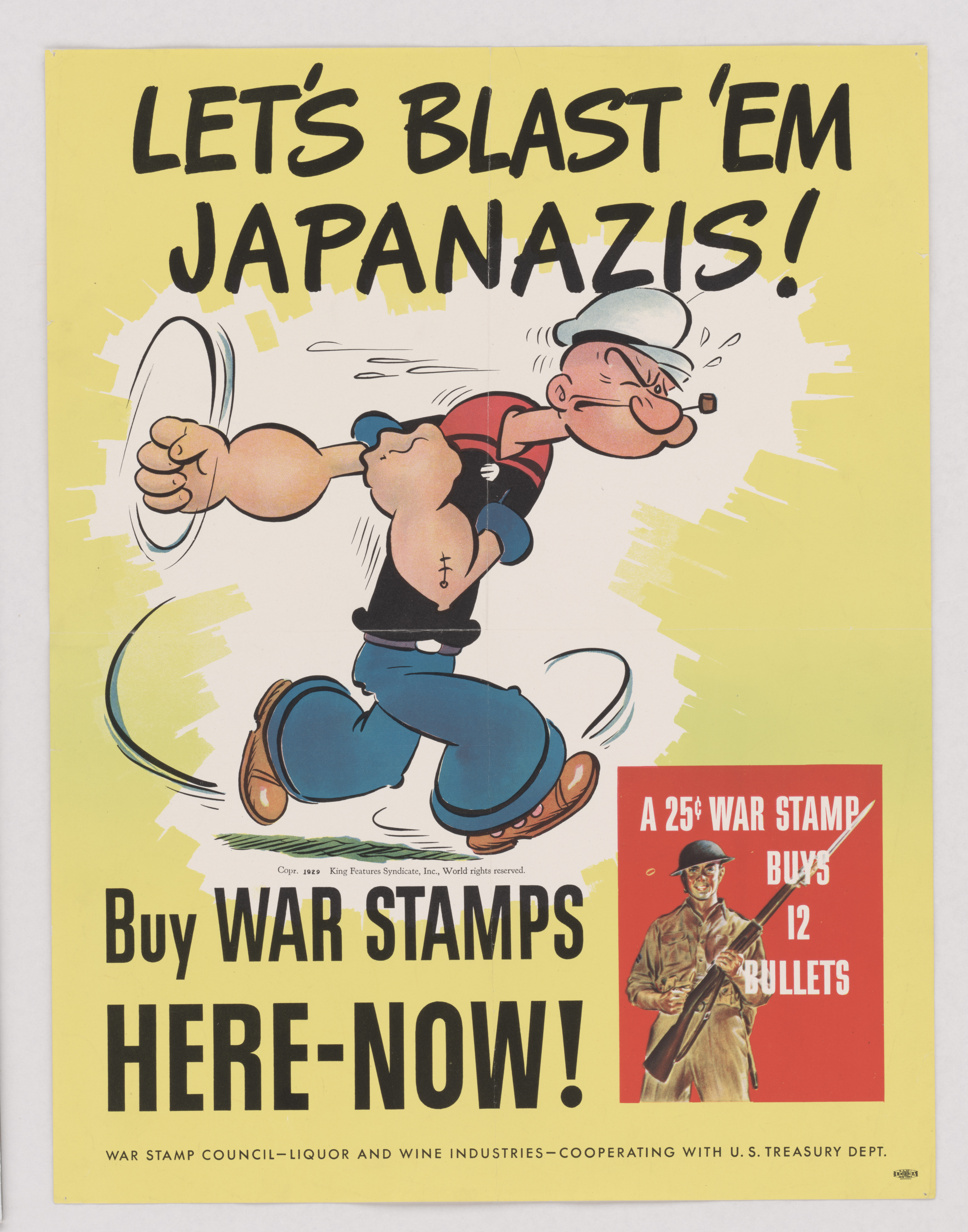
Popeye en un cartel estadounidense de la Segunda Guerra Mundial.

La referencia a las espinacas presente en las tiras cómicas y cortometrajes, proviene de un estudio publicado que, debido a un error de imprenta, aseguraba que estas presentaban un alto contenido en hierro. El error fue descubierto en los años 30, pero no fue publicado hasta que en 1981 T. J. Hamblin escribió sobre ello en el British Medical Journal. Según Hamblin:

Los químicos alemanes que volvieron a investigar el contenido de hierro de las espinacas descubrieron en 1930 que los trabajadores originales habían puesto el punto decimal en el lugar equivocado, haciendo una sobreestimación de diez veces su valor. La espinaca no es mejor para usted que el repollo, las coles de Bruselas o el brócoli. Para una mayor fuente de hierro Popeye mejor hubiera masticado latas.

La referencia al vegetal aumentó considerablemente su cifra de ventas hasta tal punto que la ciudad texana de Crystal City, dedicada originariamente a la producción a gran escala de espinacas, llegó a erigir una estatua a Popeye por haber fomentado su consumo. Existe otra estatua de Popeye en la ciudad natal de Segar, Chester, Illinois, y dos más en Alma, Arkansas, sede de la empresa Allen Canning, que comercializa espinacas enlatadas de la marca «Popeye». Hay otra estatua en el parque temático Islands of Adventure de Universal Orlando Resort, debido a que algunas atracciones están basadas en el personaje.
En 2006, cuando fueron accidentalmente vendidas espinacas infectadas con E. coli, muchos caricaturistas de periódico relacionaron el hecho con el personaje.

### Leyenda urbana
Existe una leyenda urbana que afirma que la espinaca consumida por Popeye es realmente una droga. Dana Larsen, un activista canadiense que está a favor de la legalización del cannabis, escribió un artículo refiriéndose al tema. Larsen explica que durante los años 1920 y 30, periodo en que el personaje fue creado, la palabra «espinaca» era utilizada como sobrenombre de la marihuana. Un ejemplo de este uso es la canción «The Spinach Song», grabada por el grupo de jazz Julia Lee and Her Boyfriends; dicha canción era escuchada en los clubes donde se consumía aquel enervante. Una referencia explícita hacia las drogas fue en una tira cómica de 1934 donde Popeye enfrenta a un capataz que alimenta a unos mineros con yerbas enervantes. En caricaturas de la década de 1960, Popeye en varias ocasiones aspira la espinaca con su pipa. En esa misma época tuvo un perro llamado «Birdseed» («Semillas para pájaros»), lo cual se piensa que es una alusión a que anteriormente se empleaba la marihuana como alimento para pájaros antes de su prohibición. En una caricatura de 1954, Popeye cuenta que Hércules fue su antepasado y en una escena este último es mostrado aspirando ajo y comiendo espinaca, lo cual es visto por Larsen como metáfora a la cocaína y la marihuana.
Sea como fuere, esto es satirizado en un capítulo de La casa de los dibujos (Drawn Together), donde el Captain Hero, al llegar a un gimnasio administrado por Popeye, le indica que tiene un poco de espinaca en la boca, a lo que este contesta que «no es espinaca», insinuando que es marihuana.

## Personajes

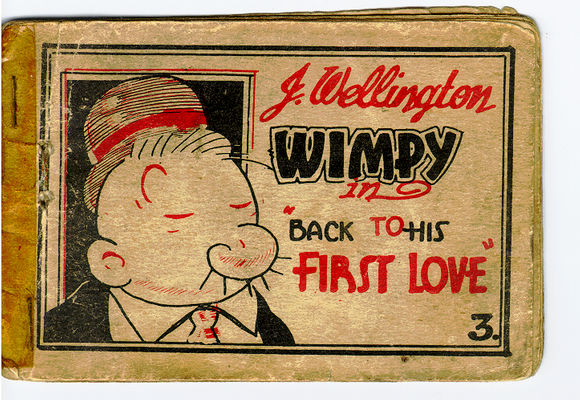
Pilón en la portada de una Biblia de Tijuana.